# Kristalina Georgieva
Kristalina Ivanova Georgieva-Kinova (tiếng Bulgaria: Кристалина Иванова Георгиева-Кинова; sinh ngày 13 tháng 8 năm 1953) là một nhà kinh tế học người Bulgaria hiện đang giữ chức vụ Chủ tịch và Giám đốc Điều hành của Quỹ Tiền tệ Quốc tế (IMF) từ năm 2019. Bà nguyên là Chủ tịch Ngân hàng Thế giới và là Tổng Giám đốc của Nhóm Ngân hàng Thế giới (World Bank Group) từ năm 2017 đến năm 2019. Trước đây, bà từng giữ chức vụ Phó Chủ tịch Ủy ban Châu Âu dưới thời Jean-Claude Juncker từ năm 2014 đến năm 2016.
Bà là người đầu tiên đến từ một quốc gia đang phát triển được bổ nhiệm làm lãnh đạo của IMF.
Georgieva có bằng Tiến sĩ Kinh tế học và Thạc sĩ Kinh tế Chính trị và Xã hội học tại Viện Kinh tế Cao cấp Karl Marx (nay là Đại học Kinh tế Quốc gia và Thế giới) ở Sofia. Bà đã theo đuổi nghiên cứu sau tiến sĩ về kinh tế tài nguyên thiên nhiên và chính sách môi trường tại Trường Kinh tế London vào cuối những năm 1980 và tại Viện Công nghệ Massachusetts. Georgieva là tác giả của hơn 100 bài báo học thuật và một cuốn sách giáo khoa về kinh tế vi mô.
Georgieva thông thạo tiếng Bungaria, tiếng Anh và tiếng Nga, và cũng nói được tiếng Pháp. Bà đã đảm nhiệm nhiều vị trí học thuật và tư vấn tại Bulgaria và Hoa Kỳ và đã thỉnh giảng tại Đại học Quốc gia Úc, Viện Công nghệ Massachusetts, Đại học Thanh Hoa, Đại học Yale, Đại học Harvard, Trường Kinh tế London và Đại học Nam Thái Bình Dương.